# Pinnata Castra
Pinnata Castra era un castrum invernale romano situato sulle rive del fiume Tay nei pressi di Dunkeld, Perth e Kinross, in Scozia. Il sito archeologico è noto con il nome moderno Inchtuthil.

## Storia
Costruito nell'83 durante le campagne militari del proconsole Gneo Giulio Agricola contro i Caledoni, era posizionato all'inizio di una delle principali strade dell'area delle Highland scozzesi. Vi stazionava la XX legione Valeria Victrix. Copriva un'area di oltre 21 ettari.
Fortilizi più piccoli furono costruiti attorno, nel nord e nel sud, come Battledykes, Stracathro, Raedykes e fino a Cawdor, (vicino Inverness).
Fu evacuato attorno all'88, quando la II legione Adiutrix fu chiamata in Mesia per fronteggiare l'invasione dei Daci, lasciando sguarnita Chester, dove fu quindi inviata la XX Valeria Victrix. Tuttavia, nuove ricerche archeologiche suggeriscono che il castrum continuò a essere occupato molto più a lungo di quanto si fosse pensato fino ad ora, o perlomeno tornò ad essere occupato sotto Antonino Pio e Settimio Severo con la nuova occupazione della frontiere del Vallo Antonino.

### Fonti primarie
- Dione, Storia romana, LX.
- Strabone, Geografia.
- Svetonio, Vite dei Cesari: Domiziano.
- Tacito, Vita di Agricola.

### Fonti secondarie
- AAVV., Atlante Storico De Agostini, Novara 1979.
- D.B.Campbell, Roman legionary fortresses 27 BC - AD 378, Oxford 2006.
- T. Cornell e J. Matthews, Atlante del Mondo romano, Novara 1984.
- S.Frere, Britannia: a History of roman Britain, Londra 1998. ISBN 0-7126-5027-X
- Y. Le Bohec, L'esercito romano da Augusto a Caracalla, Roma 1992.
- E. Luttwak, La grande strategia dell'Impero romano, Milano 1991.
- H. Parker, The roman legions, New York 1958.
- G. Webster, The roman imperial army, Londra-Oklahoma 1998. ISBN 0-8061-3000-8